# 165 (getal)
165 is een natuurlijk geheel getal, dat volgt op 164 en gevolgd wordt door 166. 